# وقواق صدئي الصدر
وقواق صدئي الصدر (الاسم العلمي: Cacomantis sepulcralis) (بالإنجليزية: Rusty-breasted Cuckoo)‏ هو نوع من الطيور يتبع جنس الوقواق الكستنائي من فصيلة طيور الوقواق.